# Легонькова Наталія Сергіївна
Ната́лія Сергі́ївна Легонько́ва — українська легкоатлетка-марафонка.

## Біографія
Народилась та прожила юнацькі роки в Казахстані, що входив на той час до складу СРСР. У 1998 році з батьками переїхала жити в Україну, в місто Бережани Тернопільської області, звідки була родом її мати.
У 12 років познайомилася зі Шрі Чінмоєм і прийняла ім'я Самуннаті (у перекладі з санскриту означає зростання, піднесення, гідність та благополуччя). Навчалася у Бережанському інституті, там її тренували брати Володимир та Богдан Дуди на дистанціях 800, 1500 та 3000 метрів. Перший марафон пробігла 16 років у Одесі за 6 годин.[джерело?]

## Спортивні досягнення
| 2013 | Белфастський марафон     | Велика Британія | 1-ше | Марафон | 2:36:50 |
| 2015 | Дублінський марафон      | Ірландія        | 1-ше | Марафон | 2:31:09 |
| 2016 | Лос-Анджелеський марафон | США             | 1-ше | Марафон | 2:30:40 |
| 2017 | Дублінський марафон      | Ірландія        | 1-ше | Марафон | 2:28:57 |

- перемоги на марафонах у Бидгощі, Единбурзі, Тулузі
- у травні 2013-го перемогла на марафоні у Белфасті (Belfast City Marathon) з часом 2,36,50 — особистий рекорд
- в жовтні 2015 року з олімпійським нормативом виграла марафон у Дубліні
- 10 листопада 2015-го в польському місті Косцян пробігла дистанцію півмарафону за 1 годину 15 хвилин 51 секунду, фінішувала першою, випередивши трьох кенійок.
- 9 вересня 2017 зайняла перше місце на «Тернопільській озеряні»[3].

### Хобі
«Люблю плавати всюди, де є вода. Море, басейн. Де побачу річку, море, озера, то я плаваю. Люблю велосипед. Баскетбол, волейбол, теніс. Загалом люблю спорт. Цікавлюся багато чим. А ще люблю музику. Я граю на піаніно. 5 років навчалася в музичній школі, а тому я маю вдома рояль. І коли приїжджаю в Німеччину чи Австрію на змагання, то завжди там граю. Люди часто дивляться і думають, що це музикант якийсь приїхав. Вони не можуть уявити, що це марафонка приїхала бігати 42 км. Тим більше, що я можу гарно грати, професійно. Іноземці навіть знімають мене на камеру».

### Виступи на Олімпіадах
| Олімпіада | Дисципліна | Результат | Місце |
| Ріо 2016  | Марафон    | 2.46,08   | 87    |